# 福留仁菜
福留 仁菜（ふくどめ にな、1995年11月15日 - ）は、日本の女性アイドルグループ『フルーツ』のメンバーである。大阪府出身。GENERATOR TUNES所属 。

## 来歴・人物

### 幼年期
1995年
- 11月、長女として生まれる。家族構成は父・母・弟である。明るい性格の持ち主。趣味・特技はバレーボール。食べ物はパスタ、ロールパン、レモンなどが好物であり、茸類、ショートケーキなどは好まない。好きな歌手は、大塚愛、juliet。

### アイドルグループ『フルーツ』活動期
2008年
- 1月、日本テレビ系オーディション番組『歌スタ!!』では、大塚愛の「さくらんぼ」を終始緊張してオーディションに臨む。審査員（ウタイビトハンター）・three tight bのHにはその姿が印象的で目に留まる。
- 2月、日本テレビ系オーディション番組『歌スタ!!』で、少女ファッション雑誌『ピチレモン』連動企画で安倍川緑、竹内美宥、吉田萌美とともに「裏ピチモ・ユニット」を結成する。「SMAPさん達みたいに、何でも出来る仲良しグループ」を目指したいとコメントしている。
- 4月、ユニット名が『フルーツ』と決まる。「みずみずしく新鮮な果実のようなメンバーのイメージ」に由来する。
- 7月、1st.シングル『恋のセゾン』でデビュー。three tight bプロデュースによる「ナミアゲハ」でソロとしてもデビュー。日本園芸農業協同組合より全国初の『くだもの大使』に任命される。

2009年
- 4月、サカタのタネ主催のイベントから主だった活動が遠ざかる。
- 7月、師事するダンス指導者がマイケル・ジャクソンの元バックダンサー、クリーヴランド・モーゼフ・ジュニアであることを明らかにする。いつもメンバーを盛り上げるムードメーカーであったが、『フルーツ』活動停止を発表した。解散はせず、以降はメンバー個々で活動することとなった。

### ソロ活動期
- 10月、ダンスレッスンを続ける一方、学業、部活動であるバレーボールに専念する。

2010年
- 4月、サカタのタネ『安心のいちばん、アンデスメロンキャンペーン』のキャンペーンガールとして起用される。ポスターなどは青果店に張り出された。

## 出演

### テレビ
- 歌スタ!!（日本テレビ、2008年）

### CD
- フルーツ『恋のセゾン』（2008年7月16日、EXIT TUNES） - 日本テレビ系『歌スタ!!』メジャーデビュー第21弾。『歌スタ!!』2008年7月度オープニングテーマソング。日本テレビ系『ロンQ!ハイランド』2008年度4・5月度エンディングテーマソング。